# Luís Fabiano
Luís Fabiano Clemente (Campinas, 8 novembre 1980) è un ex calciatore brasiliano con passaporto spagnolo, di ruolo attaccante.
È soprannominato O Fabuloso (Il Favoloso).

## Biografia
L'11 marzo 2005 sua madre, Sandra-Helena Clemente, fu rapita a Campinas da dei sequestratori a scopo di estorsione: i malviventi la tennero sotto sequestro in una fattoria a circa 60 km dalla città di San Paolo per 61 giorni prima della liberazione, avvenuta da parte della Polizia brasiliana. Durante la prigionia la donna ha tentato più volte di fuggire dal luogo in cui era tenuta ostaggio e in una occasione riuscì anche ad evadere dalla proprietà ma venne subito raggiunta e nuovamente imprigionata. Inoltre, nessuno dei rapitori fu arrestato dalla Polizia, perché l'unica persona che teneva d'occhio la madre di Luis Fabiano riuscì a scappare prima dell'intervento delle forze dell'ordine.

## Caratteristiche tecniche
Centravanti di fantasia e talento, dotato di un grande senso del gol, possiede un tiro potente e preciso, è un abile colpitore di testa bravo negli inserimenti, dal rendimento costante e durante il suo miglior periodo era in possesso di una spiccata velocità: queste caratteristiche ne facevano uno dei migliori attaccanti dei primi anni duemila.
Il CT della Nazionale brasiliana Dunga lo schierava come unica punta nel suo 4-2-3-1 o come seconda punta a fianco a Robinho in un 4-3-1-2. Secondo il suo ex allenatore, Carlos Alberto Parreira, ha un carattere chiuso e problemi comportamentali.

## Carriera

### Club
Ha esordito nelle giovanili del Guarani, per poi cominciare la sua carriera professionistica nel Ponte Preta e rimanervi fino al 2000. Nella stagione 2000-2001 ha giocato 11 gare nel Rennes, squadra della Ligue 1 francese, prima di ritornare in patria. Nel 2001 riesce ad avere un doppio contratto tra Rennes e San Paolo.
Nel 2003 è espulso per quattro turni dopo aver dato una testata a un avversario e per aver insultato un arbitro donna, tale Silvia Regina. Durante il suo periodo al San Paolo, nel corso di una sfida di Coppa Libertadores Luis Fabiano, dopo un litigio, rincorre un difensore avversario e, dopo averlo raggiunto, gli tira un calcio sul collo: è squalificato per 3 giornate.
Ha dunque vestito per tre stagioni la divisa del San Paolo, totalizzando 160 presenze e 118 gol: tale bottino di reti lo posiziona all'undicesimo posto nella classifica dei cannonieri di sempre della squadra paulista ed addirittura al secondo posto per media reti (0,737) dietro al solo Arthur Friedenreich.
Dopo l'esperienza di San Paolo, ha giocato per una stagione nel Porto, vincendo la Coppa Intercontinentale 2004. La stagione al Porto non è fortunata per lui che colleziona solo 3 gol in 22 presenze così nell'estate 2005 è approdato al Siviglia.
Alla sua prima esperienza nella Liga totalizza 5 reti in 23 presenze, mentre in campo europeo vince la Coppa UEFA con la squadra, realizzando anche 2 reti in tale competizione. Firma un gol nella finale di Coppa UEFA contro il Middlesbrough (4-0). Per la squadra andalusa arriva anche la vittoria della Supercoppa UEFA per tre reti a zero contro il Barcellona, squadra vincitrice dell'edizione 2005-2006 della Champions League.
Nella stagione 2006-2007 sigla 10 reti in 26 presenze di campionato e contribuisce al terzo posto finale della squadra; in Coppa UEFA realizza 4 reti, bissando la conquista del trofeo. Per la squadra andalusa arriva anche la vittoria in Coppa del Re.
Nella stagione 2007-2008 colleziona 30 presenze e ben 24 reti, secondo miglior cannoniere della Liga dopo Güiza, da assommarsi alle 7 marcature in Champions League, tre nel terzo turno preliminare e 4 nel torneo a 32 squadre. Grazie a questa stagione ricca di marcature, viene richiamato in Nazionale. Nella stagione 2008-2009 è autore di 17 marcature in 37 presenze, mentre nel 2009-2010 conclude la stagione con 15 gol in 23 presenze.
Al luglio 2009 ha una clausola rescissoria pari a € 30 milioni e la maggior parte del suo cartellino, circa il 65%, apparteneva a un fondo brasiliano con sede a Rio de Janeiro, fino a quando il Siviglia è riuscito a riscattarlo interamente nel 2011 per una cifra di circa € 7 milioni. Il suo stipendio si aggira sui € 2 milioni annui.
Il suo contratto col Siviglia scade nel giugno 2011. Il 12 marzo 2011 firma un contratto quadriennale con il San Paolo, nonostante soffra ancora un problema al ginocchio destro.
Nell'estate del 2011, l'attaccante brasiliano ritorna a far parte del San Paolo. Segna la sua prima doppietta il 12 novembre nella vittoria casalinga per 2-0 contro l'Avaí. Si ripete il 19 novembre con un'altra doppietta nel 3-1 all'America Mineiro. Conclude il campionato con 10 presenze e 6 gol.

### Nazionale

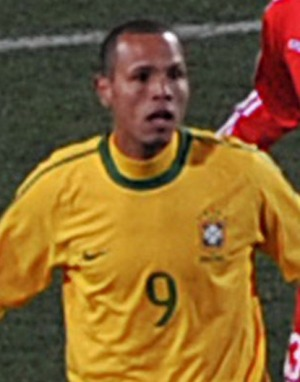
Luìs Fabiano con la maglia verdeoro al Mondiale 2010.

Considerato tra i migliori attaccanti verdeoro degli anni 2000, esordisce l'11 giugno 2003 realizzando un gol alla Nigeria in amichevole: partecipa quindi alla Copa América 2004 andando a segno contro Cile e Paraguay nel primo turno.
Ottiene le successive presenze solamente nel novembre 2007 marcando una doppietta all'Uruguay, mentre un anno più tardi è protagonista di una tripletta al Portogallo in occasione di un'amichevole vinta per 6-2: guadagnato un posto da titolare grazie al rendimento in maglia andalusa nonché al progressivo accantonamento di Adriano, viene selezionato dal commissario tecnico Dunga per la Confederations Cup 2009.
Autore di una rete all'Egitto nella partita d'esordio, contribuisce poi al largo successo contro l'Italia: nella finale con gli Stati Uniti una sua doppietta vanifica il temporaneo 2-0 per gli americani, spianando la strada alla definitiva rimonta della Seleção. Laureatosi in tal modo capocannoniere della manifestazione, rientra nella lista dei convocati per il Mondiale 2010: durante la fase a gruppi si mette in evidenza per la duplice marcatura alla Costa d'Avorio, sebbene a viziare il raddoppio concorra un tocco col braccio che l'arbitro Lannoy ritiene erroneamente avvenire col petto. La formazione termina il proprio cammino nei quarti di finale contro l'Olanda, col centravanti in precedenza a bersaglio nella gara che aveva contrapposto i verdeoro al Cile.
Escluso dalle chiamate per oltre un biennio a causa del ricambio generazionale compiuto dal nuovo allenatore Mano Menezes, viene utilizzato contro l'Argentina nel settembre 2012: l'ultima presenza è datata febbraio 2013, quando Scolari si avvale della punta nella partita con l'Inghilterra.

## Statistiche

### Presenze e reti nei club
Tra club e Nazionale maggiore, Luis Fabiano ha giocato globalmente 667 partite segnando 358 reti, alla media di 0,54 gol a partita.
Statistiche aggiornate al termine della carriera da calciatore.
| Stagione           | Squadra            | Campionato         | Campionato | Campionato | Coppe nazionali | Coppe nazionali | Coppe nazionali | Coppe continentali | Coppe continentali | Coppe continentali | Altre coppe | Altre coppe | Altre coppe | Totale | Totale |
| Stagione           | Squadra            | Comp               | Pres       | Reti       | Comp            | Pres            | Reti            | Comp               | Pres               | Reti               | Comp        | Pres        | Reti        | Pres   | Reti   |
| ------------------ | ------------------ | ------------------ | ---------- | ---------- | --------------- | --------------- | --------------- | ------------------ | ------------------ | ------------------ | ----------- | ----------- | ----------- | ------ | ------ |
| 1998               | Ponte Preta        | A2/SP+A            | 4+7        | 6+2        | -               | -               | -               | -                  | -                  | -                  | -           | -           | -           | 11     | 8      |
| 1999               | Ponte Preta        | A2/SP+A            | 9+5        | 10+1       | CB              | 4               | 0               | -                  | -                  | -                  | -           | -           | -           | 18     | 11     |
| gen. -giu.2000     | Ponte Preta        | A1/SP+A            | 15+0       | 15+0       | CB              | 4               | 1               | -                  | -                  | -                  | -           | -           | -           | 19     | 16     |
| Totale Ponte Preta | Totale Ponte Preta | Totale Ponte Preta | 28+12      | 31+3       |                 | 8               | 1               |                    | -                  | -                  |             | -           | -           | 48     | 35     |
| 2000 -gen.2001     | Rennes             | D1                 | 7          | 0          | CF+CdL          | 0               | 0               | -                  | -                  | -                  | -           | -           | -           | 7      | 0      |
| 2001               | San Paolo          | A1/SP+A            | 9+22       | 5+9        | CB              | 4               | 5               | CM                 | 6                  | 2                  | RJ-SP+CdC   | 2+6         | 2+7         | 49     | 30     |
| gen. -giu.2002     | Rennes             | D1                 | 4          | 0          | CF+CdL          | 0+1             | 0               | Int                | -                  | -                  | -           | -           | -           | 5      | 0      |
| Totale Rennes      | Totale Rennes      | Totale Rennes      | 11         | 0          |                 | 1               | 0               |                    | -                  | -                  |             | -           | -           | 12     | 0      |
| lug. -dic.2002     | San Paolo          | SCP+A              | 0+23       | 0+19       | CB              | -               | -               | -                  | -                  | -                  | CdC         | 2           | 2           | 25     | 21     |
| 2003               | San Paolo          | A1/SP+A            | 10+34      | 8+29       | CB              | 8               | 8               | CS                 | 4                  | 1                  | -           | -           | -           | 56     | 46     |
| gen. -ago.2004     | San Paolo          | A1/SP+A            | 9+8        | 8+5        | CB              | -               | -               | CL+CS              | 12+0               | 8+0                | -           | -           | -           | 29     | 21     |
| sett.2004-2005     | Porto              | PL                 | 22         | 3          | CP              | 0               | 0               | UCL                | 4                  | 0                  | SP+SU+CInt  | 0+0+1       | 0           | 27     | 3      |
| 2005-2006          | Siviglia           | PD                 | 23         | 5          | CR              | 2               | 0               | CU                 | 12                 | 2                  | -           | -           | -           | 37     | 7      |
| 2006-2007          | Siviglia           | PD                 | 26         | 10         | CR              | 4               | 1               | CU                 | 9                  | 4                  | SU          | 1           | 0           | 40     | 15     |
| 2007-2008          | Siviglia           | PD                 | 30         | 24         | CR              | 3               | 1               | UCL                | 10                 | 6                  | SS+SU       | 1+1         | 1+1         | 45     | 33     |
| 2008-2009          | Siviglia           | PD                 | 26         | 8          | CR              | 7               | 7               | CU                 | 4                  | 2                  | -           | -           | -           | 37     | 17     |
| 2009-2010          | Siviglia           | PD                 | 23         | 15         | CR              | 6               | 4               | UCL                | 6                  | 2                  | -           | -           | -           | 35     | 21     |
| 2010-2011          | Siviglia           | PD                 | 21         | 10         | CR              | 4               | 1               | UCL+UEL            | 2+6                | 1+1                | SS          | 2           | 1           | 35     | 14     |
| Totale Siviglia    | Totale Siviglia    | Totale Siviglia    | 149        | 72         |                 | 26              | 14              |                    | 49                 | 18                 |             | 5           | 3           | 229    | 107    |
| ott. -dic.2011     | San Paolo          | A1/SP+A            | 0+10       | 0+6        | CB              | -               | -               | CS                 | 2                  | 1                  | -           | -           | -           | 12     | 7      |
| 2012               | San Paolo          | A1/SP+A            | 8+22       | 5+17       | CB              | 9               | 8               | CS                 | 5                  | 1                  | -           | -           | -           | 44     | 31     |
| 2013               | San Paolo          | A1/SP+A            | 13+24      | 8+6        | CB              | -               | -               | CL+CS              | 6+5                | 5+2                | RS+SBC      | 2+0         | 0           | 50     | 21     |
| 2014               | San Paolo          | A1/SP+A            | 14+23      | 9+9        | CB              | 3               | 2               | CS                 | 3                  | 0                  | -           | -           | -           | 43     | 20     |
| 2015               | San Paolo          | A1/SP+A            | 7+22       | 3+8        | CB              | 4               | 1               | CL                 | 6                  | 1                  | -           | -           | -           | 39     | 13     |
| Totale San Paolo   | Totale San Paolo   | Totale San Paolo   | 70+188     | 46+108     |                 | 28              | 24              |                    | 49                 | 21                 |             | 12          | 11          | 347    | 210    |
| 2016               | Tianjin Quanjian   | CL1                | 28         | 22         | CC              | 1               | 1               | -                  | -                  | -                  | -           | -           | -           | 29     | 23     |
| 2017               | Vasco da Gama      | A1/CC+A            | 7+12       | 1+5        | CB              | 1               | 0               | -                  | -                  | -                  | -           | -           | -           | 20     | 6      |
| Totale carriera    | Totale carriera    | Totale carriera    | 527        | 291        |                 | 65              | 40              |                    | 102                | 39                 |             | 18          | 14          | 712    | 384    |

### Cronologia presenze e reti in nazionale
| Cronologia completa delle presenze e delle reti in nazionale ― Brasile | Cronologia completa delle presenze e delle reti in nazionale ― Brasile | Cronologia completa delle presenze e delle reti in nazionale ― Brasile | Cronologia completa delle presenze e delle reti in nazionale ― Brasile | Cronologia completa delle presenze e delle reti in nazionale ― Brasile | Cronologia completa delle presenze e delle reti in nazionale ― Brasile | Cronologia completa delle presenze e delle reti in nazionale ― Brasile | Cronologia completa delle presenze e delle reti in nazionale ― Brasile |
| Data                                                                   | Città                                                                  | In casa                                                                | Risultato                                                              | Ospiti                                                                 | Competizione                                                           | Reti                                                                   | Note                                                                   |
| ---------------------------------------------------------------------- | ---------------------------------------------------------------------- | ---------------------------------------------------------------------- | ---------------------------------------------------------------------- | ---------------------------------------------------------------------- | ---------------------------------------------------------------------- | ---------------------------------------------------------------------- | ---------------------------------------------------------------------- |
| 11-6-2003                                                              | Abuja                                                                  | Nigeria                                                                | 0 – 3                                                                  | Brasile                                                                | Amichevole                                                             | 1                                                                      | 70’                                                                    |
| 16-11-2003                                                             | Lima                                                                   | Perù                                                                   | 1 – 1                                                                  | Brasile                                                                | Qual. Mondiali 2006                                                    | -                                                                      | 81’                                                                    |
| 19-11-2003                                                             | Curitiba                                                               | Brasile                                                                | 3 – 3                                                                  | Uruguay                                                                | Qual. Mondiali 2006                                                    | -                                                                      | 77’                                                                    |
| 28-4-2004                                                              | Budapest                                                               | Ungheria                                                               | 1 – 4                                                                  | Brasile                                                                | Amichevole                                                             | 2                                                                      |                                                                        |
| 2-6-2004                                                               | Belo Horizonte                                                         | Brasile                                                                | 3 – 1                                                                  | Argentina                                                              | Qual. Mondiali 2006                                                    | -                                                                      | 90+2’                                                                  |
| 6-6-2004                                                               | Santiago del Cile                                                      | Cile                                                                   | 1 – 1                                                                  | Brasile                                                                | Qual. Mondiali 2006                                                    | 1                                                                      |                                                                        |
| 8-7-2004                                                               | Arequipa                                                               | Brasile                                                                | 1 – 0                                                                  | Cile                                                                   | Coppa America 2004 - 1º Turno                                          | 1                                                                      |                                                                        |
| 11-7-2004                                                              | Arequipa                                                               | Brasile                                                                | 4 – 1                                                                  | Costa Rica                                                             | Coppa America 2004 - 1º Turno                                          | -                                                                      | 57’                                                                    |
| 14-7-2004                                                              | Arequipa                                                               | Brasile                                                                | 1 – 2                                                                  | Paraguay                                                               | Coppa America 2004 - 1º Turno                                          | 1                                                                      |                                                                        |
| 18-7-2004                                                              | Piura                                                                  | Messico                                                                | 0 – 4                                                                  | Brasile                                                                | Coppa America 2004 - Quarti di finale                                  | -                                                                      | 76’                                                                    |
| 21-7-2004                                                              | Lima                                                                   | Brasile                                                                | 1 – 1 dts (5 – 3 dtr)                                                  | Uruguay                                                                | Coppa America 2004 - Semifinale                                        | -                                                                      |                                                                        |
| 25-7-2004                                                              | Lima                                                                   | Argentina                                                              | 2 – 2 dts (2 – 4 dtr)                                                  | Brasile                                                                | Coppa America 2004 - Finale                                            | -                                                                      | [ 56 ]                                                                 |
| 18-11-2007                                                             | Lima                                                                   | Perù                                                                   | 1 – 1                                                                  | Brasile                                                                | Qual. Mondiali 2010                                                    | -                                                                      | 68’                                                                    |
| 22-11-2007                                                             | San Paolo                                                              | Brasile                                                                | 2 – 1                                                                  | Uruguay                                                                | Qual. Mondiali 2010                                                    | 2                                                                      |                                                                        |
| 6-2-2008                                                               | Dublino                                                                | Irlanda                                                                | 0 – 1                                                                  | Brasile                                                                | Amichevole                                                             | -                                                                      | 84’                                                                    |
| 26-3-2008                                                              | Londra                                                                 | Svezia                                                                 | 0 – 1                                                                  | Brasile                                                                | Amichevole                                                             | -                                                                      | 58’                                                                    |
| 31-5-2008                                                              | Seattle                                                                | Brasile                                                                | 3 – 2                                                                  | Canada                                                                 | Amichevole                                                             | 1                                                                      | 65’                                                                    |
| 6-6-2008                                                               | Boston                                                                 | Brasile                                                                | 0 – 2                                                                  | Venezuela                                                              | Amichevole                                                             | -                                                                      | 65’                                                                    |
| 15-6-2008                                                              | Asunción                                                               | Paraguay                                                               | 2 – 0                                                                  | Brasile                                                                | Qual. Mondiali 2010                                                    | -                                                                      |                                                                        |
| 18-6-2008                                                              | Belo Horizonte                                                         | Brasile                                                                | 0 – 0                                                                  | Argentina                                                              | Qual. Mondiali 2010                                                    | -                                                                      | 70’                                                                    |
| 7-9-2008                                                               | Santiago del Cile                                                      | Cile                                                                   | 0 – 3                                                                  | Brasile                                                                | Qual. Mondiali 2010                                                    | 2                                                                      | 52’ 86’                                                                |
| 10-9-2008                                                              | Rio de Janeiro                                                         | Brasile                                                                | 0 – 0                                                                  | Bolivia                                                                | Qual. Mondiali 2010                                                    | -                                                                      |                                                                        |
| 19-11-2008                                                             | Gama                                                                   | Brasile                                                                | 6 – 2                                                                  | Portogallo                                                             | Amichevole                                                             | 3                                                                      | 67’                                                                    |
| 29-3-2009                                                              | Quito                                                                  | Ecuador                                                                | 1 – 1                                                                  | Brasile                                                                | Amichevole                                                             | -                                                                      |                                                                        |
| 1-4-2009                                                               | Porto Alegre                                                           | Brasile                                                                | 3 – 0                                                                  | Perù                                                                   | Qual. Mondiali 2010                                                    | 2                                                                      |                                                                        |
| 6-6-2009                                                               | Montevideo                                                             | Uruguay                                                                | 0 – 4                                                                  | Brasile                                                                | Qual. Mondiali 2010                                                    | 1                                                                      | 21’, 65’                                                               |
| 15-6-2009                                                              | Bloemfontein                                                           | Brasile                                                                | 4 – 3                                                                  | Egitto                                                                 | Conf. Cup 2009 - 1º turno                                              | 1                                                                      |                                                                        |
| 18-6-2009                                                              | Pretoria                                                               | Stati Uniti                                                            | 0 – 3                                                                  | Brasile                                                                | Conf. Cup 2009 - 1º turno                                              | -                                                                      | 69’                                                                    |
| 21-6-2009                                                              | Pretoria                                                               | Italia                                                                 | 0 – 3                                                                  | Brasile                                                                | Conf. Cup 2009 - 1º turno                                              | 2                                                                      |                                                                        |
| 25-6-2009                                                              | Johannesburg                                                           | Brasile                                                                | 1 – 0                                                                  | Sudafrica                                                              | Conf. Cup 2009 - Semifinale                                            | -                                                                      | 90+2’                                                                  |
| 28-6-2009                                                              | Johannesburg                                                           | Stati Uniti                                                            | 2 – 3                                                                  | Brasile                                                                | Conf. Cup 2009 - Finale                                                | 2                                                                      | [ 57 ]                                                                 |
| 12-8-2009                                                              | Tallinn                                                                | Estonia                                                                | 0 – 1                                                                  | Brasile                                                                | Amichevole                                                             | 1                                                                      | 65’                                                                    |
| 5-9-2009                                                               | Rosario                                                                | Argentina                                                              | 1 – 3                                                                  | Brasile                                                                | Qual. Mondiali 2010                                                    | 2                                                                      | 44’ 77’                                                                |
| 14-10-2009                                                             | Campo Grande                                                           | Brasile                                                                | 0 – 0                                                                  | Venezuela                                                              | Qual. Mondiali 2010                                                    | -                                                                      | 36’ 81’                                                                |
| 14-11-2009                                                             | Doha                                                                   | Brasile                                                                | 1 – 0                                                                  | Inghilterra                                                            | Amichevole                                                             | -                                                                      | 68’                                                                    |
| 17-11-2009                                                             | Mascate                                                                | Oman                                                                   | 0 – 2                                                                  | Brasile                                                                | Amichevole                                                             | -                                                                      | 46’                                                                    |
| 2-6-2010                                                               | Harare                                                                 | Zimbabwe                                                               | 0 – 3                                                                  | Brasile                                                                | Amichevole                                                             | -                                                                      | 59’                                                                    |
| 7-6-2010                                                               | Dar es Salaam                                                          | Tanzania                                                               | 1 – 5                                                                  | Brasile                                                                | Amichevole                                                             | -                                                                      | 76’                                                                    |
| 15-6-2010                                                              | Johannesburg                                                           | Brasile                                                                | 2 – 1                                                                  | Corea del Nord                                                         | Mondiali 2010 - 1º turno                                               | -                                                                      |                                                                        |
| 20-6-2010                                                              | Johannesburg                                                           | Brasile                                                                | 3 – 1                                                                  | Costa d'Avorio                                                         | Mondiali 2010 - 1º turno                                               | 2                                                                      |                                                                        |
| 25-6-2010                                                              | Durban                                                                 | Portogallo                                                             | 0 – 0                                                                  | Brasile                                                                | Mondiali 2010 - 1º turno                                               | -                                                                      | 15’ 85’                                                                |
| 28-6-2010                                                              | Johannesburg                                                           | Brasile                                                                | 3 – 0                                                                  | Cile                                                                   | Mondiali 2010 - Ottavi di finale                                       | 1                                                                      | 76’                                                                    |
| 2-7-2010                                                               | Port Elizabeth                                                         | Paesi Bassi                                                            | 2 – 1                                                                  | Brasile                                                                | Mondiali 2010 - Quarti di finale                                       | -                                                                      | 77’                                                                    |
| 19-9-2012                                                              | Goiânia                                                                | Brasile                                                                | 2 – 1                                                                  | Argentina                                                              | Superclásico de las Américas 2012                                      | -                                                                      | 68’                                                                    |
| 6-2-2013                                                               | Londra                                                                 | Inghilterra                                                            | 2 – 1                                                                  | Brasile                                                                | Amichevole                                                             | -                                                                      | 46’                                                                    |
| Totale                                                                 |                                                                        | Presenze                                                               | 45                                                                     |                                                                        | Reti (16º posto)                                                       | 28                                                                     |                                                                        |

## Palmarès

### Club

#### Competizioni statali
- Torneo Rio-San Paolo: 1

San Paolo: 2001
- Supercampeonato Paulista: 1

San Paolo: 2002

#### Competizioni nazionali
- Coppa di Spagna: 2

Siviglia: 2006-2007, 2009-2010
- Supercoppa di Spagna: 1

Siviglia: 2007
- China League One: 1

Tianjin Quanjian: 2016

#### Competizioni internazionali
- Coppa Intercontinentale: 1

Porto: 2004
- Coppa UEFA: 2

Siviglia: 2005-2006, 2006-2007
- Supercoppa UEFA: 1

Siviglia: 2006
- Coppa Sudamericana: 1

San Paolo: 2012

### Nazionale
- Coppa America: 1

Perù 2004
- Confederations Cup: 1

Sudafrica 2009

### Individuale
- Capocannoniere della Copa dos Campeões: 1

2001 (7 gol)
- Capocannoniere del Campeonato Brasileiro Série A: 1

2002 (19 gol)
- Capocannoniere del Campionato Paulista: 1

2003 (8 gol)
- Bola de Prata: 1

2003
- Capocannoniere della Coppa Libertadores: 1

2004 (8 gol)
- Capocannoniere della Coppa del Re: 1

2008-2009 (7 gol)
- Scarpa d'oro della FIFA Confederations Cup: 1

Sudafrica 2009 (5 gol)
- Capocannoniere della Coppa del Brasile: 1

Coppa del Brasile 2012 (8 gol)